# Víbora-das-árvores
A víbora-das-árvores (Atheris squamigera) é uma serpente venenosa que pode ser encontrada na África Ocidental e Central. Atualmente não são reconhecidas subespécies.

## Descrição
Cresce até um comprimento médio de 46–60 cm, com um máximo registado de pelo menos 78 cm. As fêmeas são geralmente maiores que os machos.
A cabeça é larga e achatada, distinta do pescoço. A boca é capaz de grandes aberturas. A cabeça é densamente coberta por escamas imbricadas. A escama rostral não é visível desde cima. Uma escama muito pequena imediatamente acima da rostral é flanqueada por escamas muito grandes em ambos os lados. As narinas são laterais. As escamas ocular e nasal são separadas por duas escamas. Ao longo do cimo da cabeça existem 7-9 escamas interorbitais. Apresenta 10-18 escamas circum-orbitais e duas (raramente uma ou mais de duas) filas de escamas que separama os olhos das escamas labiais. Pode ter 9-12 escamas supralabiais e 9-12 sublabiais. Destas últimas, as 2 ou 3 anteriores tocam os escudos da mandíbula. As escamas gulares têm forma de quilha.
A meio do corpo existem 15-23 filas de escamas dorsais, 11-17 posteriores. Apresenta 152-175 escamas ventrais e 45-67 subcaudais indivisas. É possível que exista variação nos caracteres morfométricos relacionada com o habitat:
|                                       | Florestas do sul | Pradarias do norte |
| Filas de escamas dorsais a meio-corpo | 17               | 21                 |
| Escamas ventrais                      | 171              | 168                |
| Escamas subcaudais                    | 52               | 58                 |

A coloração é constante em algumas populações, mas variável em outras. A cor dorsal varia do verde-salva ou verde claro até ao verde, verde-escuro, azulado, oliva castanho-oliva escuro. Raramente podem ser encontrados espécimes que são amarelos, avermelhados ou cinza-escuro. As escamas têm quilhas claras e por vezes pontas amarelas que formam 30 ou mais faixas cruzadas claras em chevron. Na cauda possui 10-19 chevrons, nem sempre bem definidos mas geralmente presentes. A aresta ventral do dorso apresenta manchas claras aos pares. Quando a pele é esticada é visível uma cor preta intersticial. A parte inferior do corpo é amarela ou oliva; pode ser de cor uniforme, ou com manchas negras. A goela é por vezes amarela. A cauda possui uma ponta conspícua de cor branca, com 7–12 cm de comprimento, que se estende para trás sobre 10 escamas subcaudais.

## Distribuição geográfica
África Ocidental e Central: Costa do Marfim e Gana, para leste através do sul da Nigéria até aos Camarões, sul da República Centro-Africana, Gabão, Congo, RD Congo, norte de Angola, Uganda, Tanzânia (reserva de Caça Rumanika), Quénia ocidental e ilha Bioko. A localidade tipo é "próximo do rio Gabão, Guiné" [Gabão].

## Habitat
Encontrada sobretudo na floresta tropical. Diz-se que prefere arbustos densos e rasteiros.

## Veneno
Mordidas desta espécie particular resultaram em pelo menos um relato de severas complicações hematológicas, bem como duas mortes.